# Faruk İremet
Faruk İremet (n 1965, Siverek, Șanlıurfa) este un scriitor turc-suedez zazac și fost editor. 

## Biografie
Faruk Iremet sa născut în 1965 în orașul de Siverek în sud-estul Turciei. Elementar a citit în Siverek. Liceul de gimnaziu și citiți-l în Diyarbakir. În 1982 a început lucrul în autorității guvernamentale YSE (drum, apă și energie electrică), care de sindicat secretar. În cazul în care el a dat demisia de securitate, pentru că deciziile instanțelor judecătorești. În 1983 a început de studiu de administrare a afacerii, la o distanta de la Universitatea din Eskisehir. În același timp, el a început ca un lucru de bază în școală sat de lângă Diyarbakir SATI. În timp, sa publicat poezii și articole în diverse reviste. 1985, de educație de a interzice Faruk autoritatea de a exercita profesia de profesor pentru ca a Legea cu privire la riscul pentru securitatea națională. Aceasta a însemnat că a început să scrie chiar mai mult. În 1985 a primit premiul pentru articolele sale de Yesil Yuruyus de la Ankara. 
În 1986 a venit în Suedia. El a citit în școală secundară de calificare, a studiat limbajul de programare Pascal și de formare un operator CNC. În 1988 el a început să lucreze pe Nobel Industrier AB CNC operator. În 1989 el a format SUK editor. Faruk sa publicat poezii și articole de asemenea, în engleză, inclusiv în Falköping de la oamenii de imagine și Snäckan. De asemenea, el a servit pe diverse tidskrifters editori. În 1994 a pus SUK în jos și a început Iremet editorului. În 1995, el a început, împreună cu niște prieteni de-a vorbi Zaza prima revista KORMIȘKAN-suruburi, unde a fost redactor șef și machete. Revista a fost închisă pentru că, după șase numere din motive economice. El însuși a lansat apoi jurnal ZazaPress aprilie 2000. Între anii 1996 și 2000 a lucrat ca compitur profesor și-a dat prelegeri. Lui diferite de material de lectură este încă folosit de către diverse autorități. 
Din 2002 lucrează la ocuparea forței de muncă în Globen de reabilitare. Faruk este un membru al autorilor și Suedeză Profesori Asociatia Nationala.